# قائم عباسی

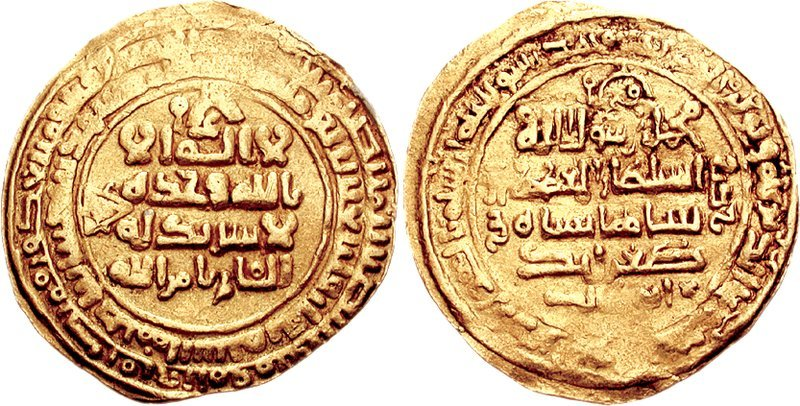
خلیفه بودن قائم تا ۶۰۰ سال میلادی

ابوجعفر عبدالله قائم از خلفای عباسی در بغداد بود که از سال‌های ۱۰۳۱ تا ۱۰۷۵ فرمان می‌راند. او پسر خلیفه پیشین ابوالعباس احمد قادر بود. در نیمه نخستین دوره فرمانروایی، پایتخت عباسیان پر از آشفتگی بود. در نیمه دوم خلافت قائم، با ظهور سلجوقیان، آرامش نسبی برقرار شد. قائم، طغرل بیک را سلطان اعلام کرد؛ چند روز بعد طغرل وارد بغداد شد. در دوران خلافت قائم، ادبیات فارسی رشد چشمگیری کرد و به شکوفایی رسید. قائم تا ۳ شعبان سال ۴۶۷ هجری (۴ آوریل سال ۱۰۷۵ میلادی) خلیفه باقی ماند. مدت خلافت وی ۴۴ سال و ۲۵ روز بود.

## زندگی‌نامه
در سال ۱۰۳۰، القادر بالله پسرش ابوجعفر را، که بعداً به قائم معروف شد، به عنوان وارث خود نامید، تصمیمی که کاملاً مستقل از امیران آل بویه گرفته شد. القادر پس از بیماری در ۲۹ نوامبر ۱۰۳۱ درگذشت. او نخست در قصر خلیفه به خاک سپرده شد، اما در سال بعد به‌طور تشریفاتی به رصافه  منتقل شد. در نیمه اول سلطنت طولانی قائم، تقریباً هیچ روزی بدون آشفتگی در پایتخت نگذشت. اغلب شهر بدون حاکم می‌ماند و حاکم آل بویه اغلب مجبور به فرار از پایتخت می‌شد. با افزایش نفوذ سلسله سلجوقیان، چغری بیک سلجوقی دخترش خدیجه ارسلان خاتون را در سال ۱۰۵۶ به عقد قائم عباسی درآورد.
طغرل سلجوقی بر سوریه و ارمنستان مسلط شد. سپس چشم به بغداد دوخت و این زمانی بود که این شهر در رنج خشونت و تعصب غوطه‌ور شده‌بود. طغرل بیک در پوشش قصد زیارت مکه، با نیرویی سنگین وارد عراق شد و در مورد مقاصد صلح‌آمیز و اطاعتش از خلیفه  به او اطمینان‌هایی داده، از او اجازه بازدید از پایتخت را خواست. 
مناسبات ترکان و آل بویه چندان مطلوب نبود، اما طغرل توسط خلیفه در نمازهای عمومی به عنوان سلطان تأیید شد. چند روز پس از آن، طغرل خود، که سوگند یاد کرده بود که نه تنها به خلیفه، بلکه به امیر ملک رحیم بویه وفادار باشد، وارد پایتخت شد. او در آنجا از سوی سران و مردم به خوبی مورد استقبال قرار گرفت.
در این دوره و دوره خلفای پیشین، ادبیات به ویژه ادبیات فارسی تحت حمایت آل بویه رونق گرفت. فیلسوف معروف، فارابی (درگذشته در سال ۹۵۰)؛ ابوطیب متنبی (درگذشته در ۹۶۵) که در شرق به عنوان بزرگترین شاعر عرب شناخته شده‌است؛ و ابن سینای ایرانی (درگذشته در ۱۰۳۷م) همه مربوط به این دوره بودند. 
در سال ۱۰۵۸ در بحرین، اختلاف بر سر خواندن خطبه به نام قائم بین اعضای قبیله عبدالقیس و دولت اسماعیلی قرمطی، شورشی به رهبری ابوالبهل العوام برانگیخت که به فروپاشی دولت قرمطی انجامید. حکومت قرمطیان سرانجام در سال ۱۰۶۷ در احساء فروپاشید.